# جرانفيل رولان فورتسكو
جرانفيل رولان فورتسكو (بالإنجليزية: Granville Roland Fortescue) (و. 1875 – 1952 م)هو مراسل عسكري من الولايات المتحدة الأمريكية . ولد في مدينة نيويورك .